# Asila Mirzayorova
Asila Ubaydulla qizi Mirzayorova, née le 3 juillet 1999, est une athlète handisport ouzbèke spécialiste du saut en longueur concourant en T11 pour les athlètes ayant une déficience visuelle. Elle est championne paralympique en 2024.

## Carrière
Aux Jeux paralympiques d'été de 2020, Mirzayorova remporte la médaille d'argent du saut en longueur T11 avec un saut à 4,89 m. Aux Jeux paralympiques d'été de 2024, elle a remporté la médaille d'or au saut en longueur T11 avec un saut record de 5,24 m.